# Ukrajinska rimokatolička Crkva
Ukrajinska rimokatolička Crkva ili Rimokatolička Crkva u Ukrajini je peta po brojnosti crkva u Ukrajini, dio opće Katoličke Crkve sa sjedištem u Rimu odnosno Vatikanu. Crkvu trenutno predvodi nadbiskup Mieczysław Mokrzycki sa svojim sjedištem u gradu Lavovu. Prema određenim statistikama u Ukrajini je sve do osamostaljenja prebivalo najmanje 8 % rimokatolika. Danas u Ukrajini živi milijun rimokatolika. Crkva njeguje suradnju sa sestrinskom Ukrajinskom grkokatoličkom Crkvom.
Rimokatolička Crkva u Ukrajini je prisutna već u 14. stoljeću postupnim razvojem poljske kolonizacije. Posebno je ojačana u sklopu Poljsko-Litavske Unije na prijelazu s 15. na 16. stoljeće. Prema službenim podatcima iz 2007. godine u Ukrajini je djelovalo 905 rimokatoličkih zajednica, 88 rimokatoličkih samostana, 656 rimokatoličkih crkvenih službenika i 527 rimokatoličkih svećenika. U Ukrajini postoji ukupno 787 rimokatoličkih katedrala i crkvi, a manji dio njih je u fazi obnove i izgradnje. Također postoji 8 visokih rimokatoličkih institucija i 551 obrazovna ustanova, među kojima je poznato Ukrajinsko katoličko sveučilište u Lvivu.

## Vanjske poveznice
- Stranice Rimokatoličke crkve u Ukrajini
- Stranice apostolskog nuncija u Ukrajini